# Empecamenta lobata
Empecamenta lobata är en skalbaggsart som beskrevs av Moser 1924. Empecamenta lobata ingår i släktet Empecamenta och familjen Melolonthidae. Inga underarter finns listade i Catalogue of Life.